# Falera
Falera (tot 1969 officieel in het Duits Fellers) is een gemeente en plaats in het Zwitserse kanton Graubünden, en maakt deel uit van het district Surselva. Falera telt 633 inwoners (2022). De plaats maakt samen met Flims en Laax deel uit van het skigebied Laax en het toeristisch gebied Flims-Laax-Falera.

## Geboren
- Tresa Rüthers-Seeli (1931-), schrijfster en dichteres

## Externe link

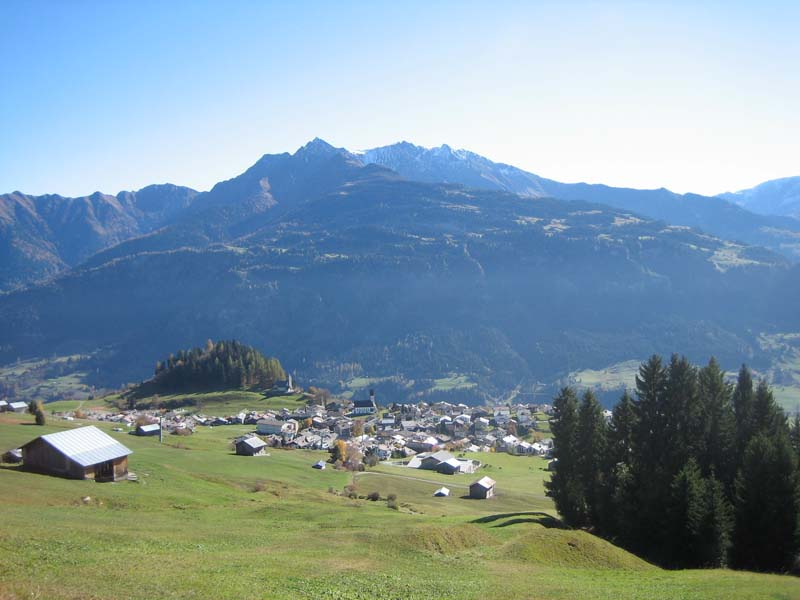
Falera